# Джемал Берберович
Джемал Берберович (босн. Džemal Berberović, нар. 10 квітня 1977, Сараєво, СФР Югославія) — боснійський футболіст, захисника.

## Клубна кар'єра
Вихованець футбольної школи клубу «Сараєво», в якому і розпочав професійну кар'єру в 1999 році. Грав за «Сараєво» до 2002 року, провівши за цей час 114 матчів і забивши 9 м'ячів, деякий час був капітаном команди.
У 2003 році практично перейшов до «Литекса», але в останній момент обрав \леверкузенський «Байєр 04», за який, проте, в офіційних матчах так і не зіграв, а виступав лише за молодіжну команду клубу. У 2004 році на правах оренди виступав за клуб «Оснабрюк» з однойменного міста, зіграв у 13 матчах команди. У 2005 році повернувся в рідний клуб «Сараєво», за який зіграв у 22 матчах і забив 2 м'ячі.
У 2005 році перейшов в болгарський клуб «Литекс» з Ловеча й підписав 3-річний контракт. У першій лізі Болгарії дебютував 14 серпня того ж року в програному (1;2) виїзному поєдинку проти ЦСКА (Софія). На той час головним тренером «помаранчевих» був Любко Петрович. При наступних тренерах «Литекса», Фераріо Спасові та Миодразі Єшичу, виступав на позиції правого захисника, а  Станомир Стоїлов перекваліфікував його в опорного півзахисника. За цей час зіграв 121 матч, забивши 7 м'ячів у ворота суперників і став, разом з командою, по одному разу володарем та фіналістом Кубку Болгарії. У сезоні 2005/06 років разом із ловецьким клубом виступав у груповому раунді Кубку УЄФА. З серпня по листопад 2007 року на правах 3-місячної оренди разом з Небойшею Єленковичем виступав у складі «Кубані», за яку зіграв 5 матчів у Вищому дивізіоні (дебют: 2 вересня в програному (0:1) поєдинку проти санкт-петербурзького «Зеніта») і ще 1 матч за дубль, після чого повернувся в «Литекс», незважаючи на те, що в орендній угоді була прописана можливість викупу по завершенні дії цієї угоди.
28 січня 2009 року переїхав до Туреччини, де виступав за клуб «Денізліспор» з міста Денізлі. Першим голом у чемпіонаті Туреччини відзначився 31 січня в поєдинку проти «Галатасарая». Після 18-ти місяців виступів в еліті турецького футболу, його команда вилетіла до нижчого дивізіону, а боснієць автоматично отримав статус вільного агента. Після цього Джемал повертається до «Литекса» та підписує з клубом контракт за схемою «1+1». Берберович зіграв 23 матчі чемпіонату та допоміг своєму клубу стати переможцем Групи А. Напередодні матчу «помаранчевих» у Кракові проти місцевої «Вісли», в рамках Ліги чемпіонів, з'явилися чутки про зацікавленість у послугах боснійця одного з німецьких клубів. А вже на наступний день після матчу Джемал підписав контракт з «Дуйсбургом». Контракт з новим клубом був розрахований за схемою «2+1» роки, і хоча інформацію про фінансову сторону переходу сторони офіційно не розголошували, але ЗМІ оголосили, що сума трансферу склала приблизно 200 000 євро. Після 3-річного перебування в німецькому клубі, влітку 2013 року Джемал повернувся в «Литекс» (Ловеч).
Влітку 2014 року Берберович та «Литекс» розірвали договір за згодою сторін й боснієць повернувся до рідного ФК «Сараєво».

## Кар'єра в збірній

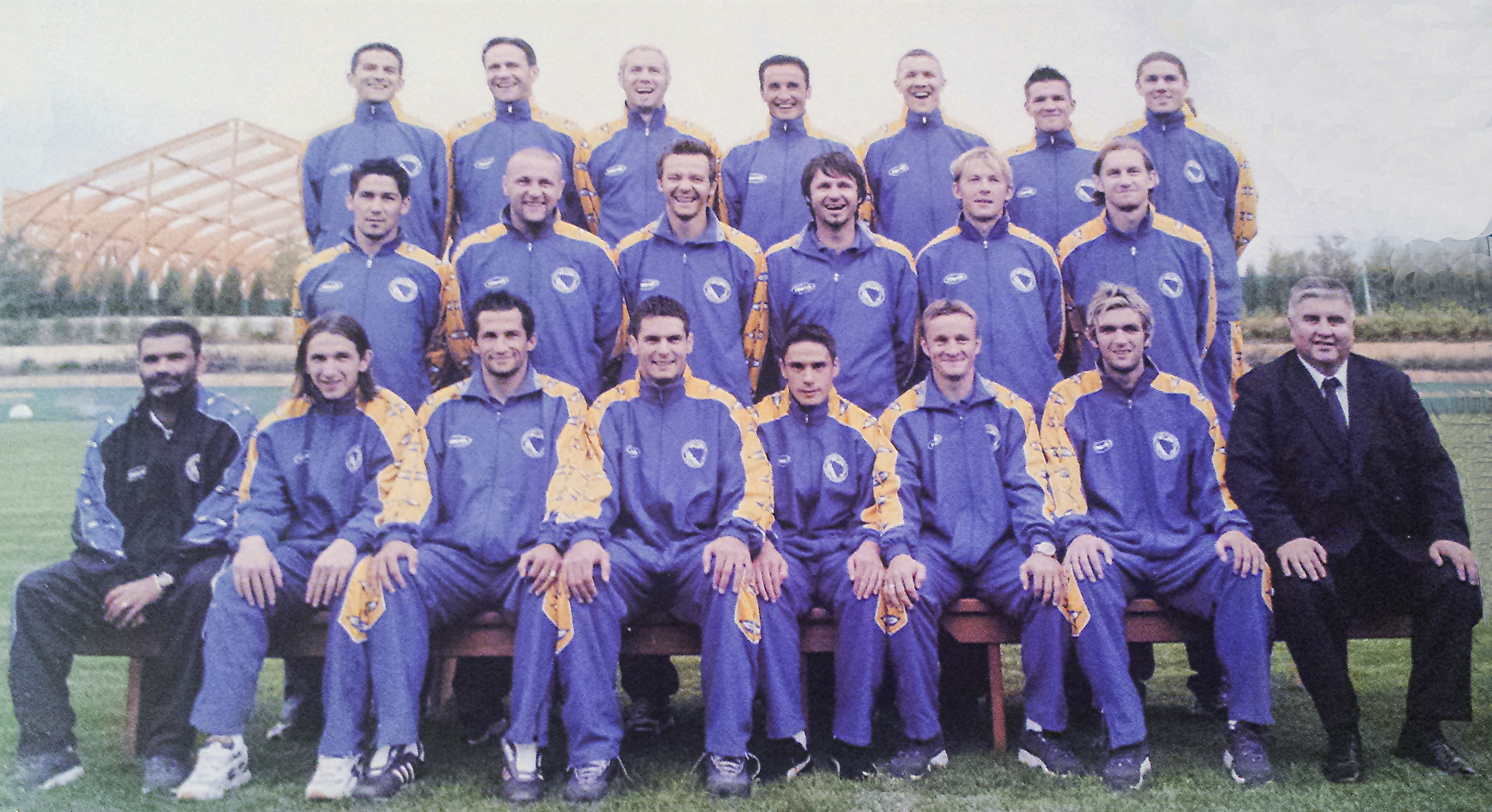
Склад збірної Боснії і Герцеговини напередодні матчів кваліфікації Євро-2004.

Був капітаном молодіжної збірної Боснії і Герцеговини, в складі якої зіграв 15 матчів.
12 лютого 2002 року дебютував у головній національній збірній Боснії та Герцеговини у товариському поєдинку проти Уельсу (2:2), який відбувся в Кардіффі, разом з воротарем Кенаном Хасагичем («Желєзнічар») та нападником Мірко Хрговичем («Широкі Брєг»). Разом з командою брав участь у поєдинках кваліфікації до Євро 2004, Чемпіонаті світу 2006, Євро 2008, а також здобув путівку на Чемпіонат світу 2010 року. Завершив кар'єру в збірній 29 липня 2010 року, провівши в ній 33 поєдинки.

## Статистика виступів

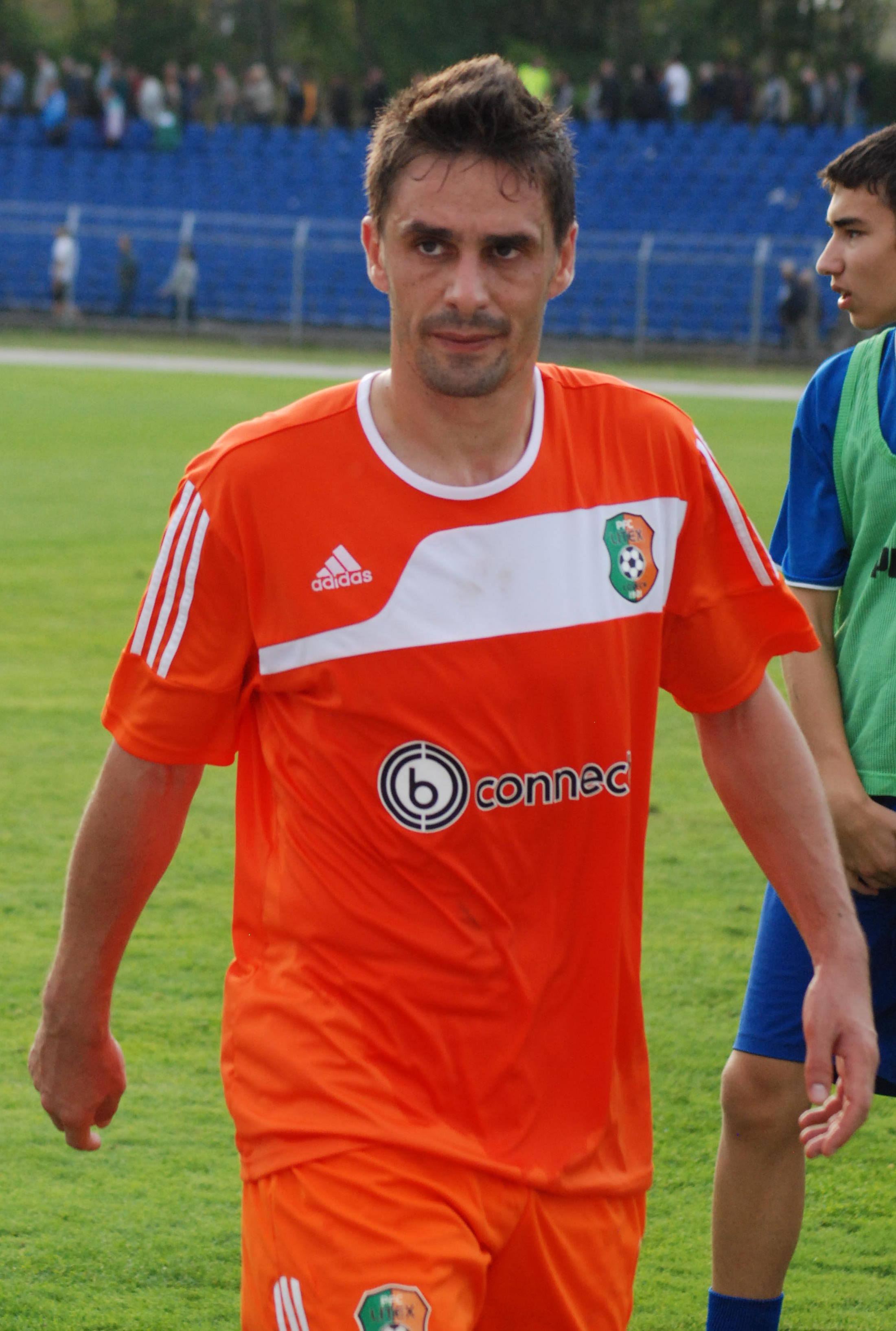
Джемал Берберович у футболці «Литекса».

### Клубна
Станом на 15 травня 2016
| Клубні виступи       | Клубні виступи       | Клубні виступи        | Ліга  | Ліга | Кубок | Кубок | Континентальні | Континентальні | Загалом | Загалом |
| Сезон                | Клуб                 | Ліга                  | Матчі | Голи | Матчі | Голи  | Матчі          | Голи           | Матчі   | Голи    |
| Боснія і Герцеговина | Боснія і Герцеговина | Боснія і Герцеговина  | Ліга  | Ліга | Кубок | Кубок | Європа         | Європа         | Загалом | Загалом |
| -------------------- | -------------------- | --------------------- | ----- | ---- | ----- | ----- | -------------- | -------------- | ------- | ------- |
| 1999-00              | «Сараєво»            | Прем'єр-ліга          | 12    | 0    | 0     | 0     | –              | –              | 12      | 0       |
| 2000–01              | «Сараєво»            | Прем'єр-ліга          | 34    | 2    | 10    | 0     | –              | –              | 44      | 2       |
| 2001–02              | «Сараєво»            | Прем'єр-ліга          | 24    | 0    | 6     | 0     | 2              | 0              | 32      | 0       |
| 2002–03              | «Сараєво»            | Прем'єр-ліга          | 31    | 3    | 4     | 0     | 4              | 0              | 39      | 3       |
| 2003–04              | «Сараєво»            | Прем'єр-ліга          | 1     | 0    | 0     | 0     | 0              | 0              | 1       | 0       |
| 2003–04              | «Оснабрюк»           | Друга Бундесліга      | 13    | 0    | 0     | 0     | –              | –              | 13      | 0       |
| 2004–05              | «Сараєво»            | Прем'єр-ліга          | 22    | 2    | 7     | 0     | –              | –              | 29      | 2       |
| 2005–06              | «Литекс»             | Група А               | 24    | 0    | ?     | ?     | 7              | 0              | 31      | 0       |
| 2006–07              | «Литекс»             | Група А               | 13    | 0    | ?     | ?     | 3              | 0              | 16      | 0       |
| 2006–07              | «Кубань»             | Прем'єр-ліга          | 5     | 0    | 0     | 0     | –              | –              | 5       | 0       |
| 2007–08              | «Литекс»             | Група А               | 11    | 0    | ?     | ?     | –              | –              | 11      | 0       |
| 2008–09              | «Литекс»             | Група А               | 14    | 0    | ?     | ?     | 2              | 0              | 16      | 0       |
| 2008–09              | «Денізліспор»        | Суперліга             | 12    | 0    | 1     | 0     | –              | –              | 13      | 0       |
| 2009–10              | «Денізліспор»        | Суперліга             | 24    | 0    | 5     | 0     | -              | -              | 29      | 0       |
| 2010–11              | «Литекс»             | Група А               | 23    | 0    | 4     | 0     | 2              | 0              | 29      | 0       |
| 2011-12              | «Литекс»             | Група А               | –     | –    | –     | –     | 3              | 0              | 3       | 0       |
| 2011-12              | «Дуйсбург»           | Друга Бундесліга      | 29    | 1    | 2     | 0     | –              | –              | 31      | 1       |
| 2012-13              | «Дуйсбург»           | Друга Бундесліга      | 14    | 0    | 2     | 0     | –              | –              | 16      | 0       |
| 2012-13              | «Дуйсбург II»        | Західна Регіонал-ліга | 4     | 0    | -     | -     | –              | –              | 4       | 0       |
| 2013–14              | «Литекс»             | Група А               | 16    | 0    | 0     | 0     | –              | –              | 16      | 0       |
| 2014–15              | «Сараєво»            | Прем'єр-ліга          | 22    | 0    | 2     | 0     | 4              | 0              | 28      | 0       |
| 2015–16              | «Сараєво»            | Прем'єр-ліга          | 14    | 0    | 2     | 0     | 0              | 0              | 16      | 0       |
| Total                | ФК «Сараєво»         | ФК «Сараєво»          | 160   | 7    | 31    | 0     | 10             | 0              | 201     | 7       |
| Total                | «Оснабрюк»           | «Оснабрюк»            | 13    | 0    | 0     | 0     | 0              | 0              | 13      | 0       |
| Total                | «Литекс»             | «Литекс»              | 101   | 0    | 4     | 0     | 17             | 0              | 122     | 0       |
| Total                | «Кубань»             | «Кубань»              | 5     | 0    | 0     | 0     | 0              | 0              | 5       | 0       |
| Total                | «Денізліспор»        | «Денізліспор»         | 36    | 0    | 6     | 0     | 0              | 0              | 42      | 0       |
| Total                | «Дуйсбург»           | «Дуйсбург»            | 43    | 1    | 4     | 0     | 0              | 0              | 47      | 1       |
| Total                | «Дуйсбург II»        | «Дуйсбург II»         | 4     | 0    | 0     | 0     | 0              | 0              | 4       | 0       |
| Усього за кар'єру    | Усього за кар'єру    | Усього за кар'єру     | 361   | 8    | 44    | 0     | 27             | 0              | 432     | 8       |

### У збірній
| Національна збірна   | Рік     | Матчі | Голи |
| -------------------- | ------- | ----- | ---- |
| Боснія і Герцеговина |         |       |      |
| 2003                 | 4       | 0     |      |
| 2004                 | 1       | 0     |      |
| 2005                 | 6       | 0     |      |
| 2006                 | 3       | 0     |      |
| 2007                 | 7       | 0     |      |
| 2008                 | 6       | 0     |      |
| 2009                 | 4       | 0     |      |
| 2010                 | 2       | 0     |      |
| Загалом              | Загалом | 33    | 0    |

## Досягнення

### Клубні
ФК «Сараєво»
- Прем'єр-ліга
  -  Чемпіон (1): 2014/15

- Кубок Боснії і Герцеговини
  -  Володар (2): 2001/02, 2004/05

«Литекс»
- Професіональна футбольна група А
  -  Чемпіон (1): 2010/11

- Кубок Болгарії
  -  Володар (1): 2007/08
  -  Фіналіст (1): 2006/07

- Суперкубок Болгарії
  -  Володар (1): 2010

### Індивідуальні
- Ismir Pintol trophy: 2005